# Ленченский
Ле́нченский — посёлок в Дмитровском районе Орловской области. Входит в состав Друженского сельского поселения.

## География
Расположен в 10 км к северо-западу от Дмитровска и в 0,5 км от границы с Брянской областью на левом берегу реки Ленча. Высота населённого пункта над уровнем моря — 243 м.

## История
В 1926 году в посёлке было 10 дворов, проживало 55 человек (25 мужского пола и 30 женского). В то время Ленченский входил в состав Рублинского сельсовета Волконской волости Дмитровского уезда. С 1928 года в составе Дмитровского района. В 1937 году в посёлке было 9 дворов, действовала школа. Во время Великой Отечественной войны, с октября 1941 года по август 1943 года, находился в зоне немецко-фашистской оккупации. После упразднения Рублинского сельсовета посёлок вошёл в состав Друженского сельсовета.

## Население
| Годы      | 1926 | 1981 | 2002 | 2010 |
| --------- | ---- | ---- | ---- | ---- |
| Население | 55   | ≈10  | 9    | ↘0   |